# In Love and Death
In Love and Death – drugi studyjny album amerykańskiej grupy The Used wydany 28 września 2004 roku.

## Lista utworów
1. „Take It Away” – 3:37
2. „I Caught Fire” – 3:24
3. „Let It Bleed” – 3:10
4. „All That I’ve Got” – 3:58
5. „Cut Up Angels” – 3:47
6. „Listening” – 2:46
7. „Yesterday’s Feelings” – 2:48
8. „Light with a Sharpened Edge” – 3:30
9. „Sound Effects and Overdramatics” – 3:28
10. „Hard to Say” – 3:29
11. „Lunacy Fringe” – 3:40
12. „I’m a Fake” – 4:06